# Jan Schnittger
Jan Rydh Schnittger, född 18 maj 1922 i Danderyd, död 8 februari 2010 i Nice i Frankrike, var en svensk maskiningenjör, professor och teknisk direktör. Han var son till arkeologerna Bror Schnittger och Hanna Rydh.
Schnittger avlade 1947 civilingenjörsexamen vid Kungliga Tekniska högskolan (KTH). Han blev teknologie licentiat 1950 och var åren 1951–1953 verksam i USA, dels som konsult vid United Aircraft, dels som assisterande eller adjungerad professor vid MIT. Han disputerade 1953 vid MIT på en avhandling om aerodynamik. Han var utvecklingsingenjör vid STAL 1953–1955, överingenjör där 1955–1961, forskningsdirektör vid Atlas Copco 1961–1965 och teknisk direktör vid Alfa Laval från 1966.
Schnittger blev 1971 professor i läran om maskinelement vid KTH och invaldes samma år som ledamot av Ingenjörsvetenskapsakademien. Han var efter sin pensionering bosatt i Nice i Frankrike. Schnittger är begravd på Skogsö kyrkogård.